# Will Coghlan
William G. Coghlan est un joueur de tennis australien.

## Carrière
Il atteint les demi-finales en double à l'Open d'Australie en 1967 et les huitièmes de finale en 1974 et 1975.
En 1961, il perd au premier tour des qualifications de Roland-Garros.

## Palmarès

### Junior
- Vainqueur de l'Open d'Australie junior 1960.

### Titres en simple (3)
- 1961 : Salisbury
- 1962 : Jakarta
- 1966 : Warrnambool

### Finales en simple (3)
- 1960 : Nottingham
- 1961 : Saint-Moritz, Johannesburg